# Cajamarca (Colombia)
Cajamarca è un comune della Colombia del dipartimento di Tolima. 
L'abitato venne fondato da un gruppo di coloni nel 1867.